# Karim Van Overmeire
Karim Van Overmeire (Gent, 14 oktober 1964) is een Belgisch Vlaams-nationalistisch politicus voor N-VA. Voordien was hij actief bij Vlaams Blok / Vlaams Belang.

## Levensloop

### Jeugd
Karim Van Overmeire studeerde in 1990 af als licentiaat in de rechten aan de Rijksuniversiteit Gent. Hij werkte in 1991 als bestuurssecretaris bij het communicatiebedrijf ARGO. 
In 1981 werd hij voorzitter van de afdeling Vlaamse Ardennen van de scholierenvereniging NSJV. Tijdens zijn studies aan de Rijksuniversiteit Gent was Van Overmeire actief in de Nationalistische Studentenvereniging (NSV) en van 1984 tot 1987 was hij praeses van het NSV. Ook werd hij lid van Voorpost.
Naar eigen zeggen hebben Van Overmeires ouders hem genoemd naar de toenmalige en huidige Aga Khan (Karim El Hoesseni).

### Vlaams Blok/Vlaams Belang
In 1990 werd hij bestuurslid en provinciaal voorzitter van de Vlaams Blok Jongeren in Oost-Vlaanderen en van 1992 tot 1995 was hij nationaal voorzitter van de VBJ. Ook werd Van Overmeire eindverantwoordelijke voor de Nationalistische Omroepstichting (NOS), die instond voor de radio- en televisieprogramma's van het Vlaams Blok. Van 1992 tot 2010 zetelde hij tevens in de raad van bestuur van deze partij en opvolger Vlaams Belang.
Van 1991 tot 1995 zetelde Van Overmeire voor het arrondissement Oudenaarde in de Kamer van volksvertegenwoordigers voor het Vlaams Blok. In de periode januari 1992-mei 1995 had hij als gevolg van het toen bestaande dubbelmandaat ook zitting in de Vlaamse Raad. De Vlaamse Raad was vanaf 21 oktober 1980 de opvolger van de Cultuurraad voor de Nederlandse Cultuurgemeenschap, die op 7 december 1971 werd geïnstalleerd, en was de voorloper van het huidige Vlaams Parlement.
Bij de eerste rechtstreekse verkiezingen voor het Vlaams Parlement van 21 mei 1995 werd hij verkozen in de kieskring Aalst-Oudenaarde. Ook na de volgende Vlaamse verkiezingen van 13 juni 1999, 13 juni 2004, 7 juni 2009 en 25 mei 2014 bleef hij Vlaams volksvertegenwoordiger. Tussen juni 2003 en juli 2010 werd hij door het Vlaams Parlement aangewezen als gemeenschapssenator in de Senaat. Bij de Vlaamse verkiezingen van mei 2019 was hij geen kandidaat meer. Als parlementslid ging zijn belangstelling onder meer uit naar buitenlands beleid en de volkerenproblematiek in Centraal- en Oost-Europa. Van 1995 tot 2004 was Van Overmeire ondervoorzitter van de commissie Buitenlandse en Europese Aangelegenheden en van 2004 tot 2010 was hij voorzitter van de commissie Buitenlands Beleid, Europese Aangelegenheden en Internationale Samenwerking. Daarnaast was hij van 2004 tot 2010 plaatsvervangend lid van de Parlementaire Vergadering van de Raad van Europa en van 2012 tot 2015 plaatsvervangend lid en van 2015 tot 2020 effectief lid van het Europees Comité voor de Regio's. Namens de Raad van Europa trad Van Overmeire eveneens op als internationaal waarnemer bij verkiezingen in Bosnië-Herzegovina, Albanië, Finland, Georgië, Kirgizië, Moldavië, Noord-Macedonië en Servië.
Tevens werd hij bij de verkiezingen van oktober 1994 verkozen tot gemeenteraadslid in zijn woonplaats Aalst.
Van Overmeire was coauteur van het 70 puntenplan, hij maakte deel uit van een werkgroep die dit plan in 1996 herschreef.
Op 15 juli 2010 nam hij ontslag uit het Vlaams Belang uit onvrede met de partijstrategie, die volgens Van Overmeire tot het blijvende politieke isolement van de partij leidde. Hij ging vervolgens als onafhankelijke zetelen in het Vlaams Parlement.

### N-VA
Op 6 september 2010 lanceerde hij de lokale politieke beweging 'Aalst, Anders en Beter'. De leden van deze beweging, inclusief Van Overmeire zelf, besloten in augustus 2011 toe te treden tot de N-VA. Hierdoor is Van Overmeire sindsdien lid van de N-VA-fractie in het Vlaams Parlement. Op 22 mei 2013 werd Karim Van Overmeire in de plenaire vergadering van het Vlaams Parlement gehuldigd voor zijn 20 jaar parlementair mandaat.
Aalst, Anders en Beter stond bij de gemeenteraadsverkiezingen in 2012 op de N-VA-lijst van Aalst. Van Overmeire werd verkozen en voorgedragen als schepen van Vlaamse Zaken, een nieuw schepenambt in Aalst dat het Vlaamse karakter van de stad moet bewaken. Dat Van Overmeire deze post zou krijgen, stuitte echter op verzet bij de nationale sp.a-top vanwege zijn verleden bij Vlaams Belang. Van Overmeire werd niettemin tot tweede schepen van Aalst verkozen met als bevoegdheden: Onderwijs, Bibliotheek, Europese en Internationale Samenwerking, Erfgoed, Vreemdelingenzaken, Inburgering en Vlaams karakter. Na de gemeenteraadsverkiezingen van 2018 werd hij eerste schepen van Aalst, met dezelfde bevoegdheden als in de vorige legislatuur. Sinds 15 juli 2019 mag hij zich ere-Vlaams volksvertegenwoordiger noemen. Die eretitel werd hem toegekend door het Bureau (dagelijks bestuur) van het Vlaams Parlement.
In 2021 kantte schepen Van Overmeire zich samen met andere leden van N-VA, Vlaams Belang en Open VLD tegen de aanwezigheid van een regenboogzebrapad in zijn gemeente, waardoor Aalst de enige Vlaamse centrumstad blijft zonder regenboogzebrapaden.
Bij de gemeenteraadsverkiezingen van oktober 2024 kwam Van Overmeire niet meer op, waarna hij de actieve politiek verliet.